# ألبرت كوتيه
ألبرت كوتيه هو سياسي كندي، ولد في 19 يناير 1927 في شيربروك في كندا، وتوفي في 18 أبريل 2020 في مدينة كيبك في كندا. نشط حزبياً في حزب كيبيك الليبرالي.